# Cafer Çağatay
Ali Cafer Çağatay (* 1. Januar 1899 in Istanbul; † 24. April 1991 ebenda) war ein türkischer Fußballspieler, -funktionär, Pharmazeut und Musiker.
Durch seine lange Tätigkeit für Fenerbahçe Istanbul wird er sehr stark mit diesem Verein assoziiert. Er war an mehreren wichtigen Erfolgen Fenerbahçes im Speziellen und des türkischen Fußballs im Allgemeinen beteiligt. So zählte er 1923 beim Spiel um den General Harington Kupası zur Startelf Fenerbahçes und war im ersten Länderspiel der Türkischen Nationalmannschaft in der Startformation. Zu seiner aktiven Zeit als Fußballspieler war er unter dem Spitznamen Çengel bzw. Çengel Cafer (dt.: der Haken bzw. Haken Cafer) bekannt, weil er als Manndecker den heranstürmenden Gegenspieler sinnbildlich wie ein Haken stoppte bzw. ihnen den Ball abnahm. Mit der türkischen Nationalmannschaft nahm Çağatay an den Olympischen Sommerspielen 1924 teil.
Çağatay war der Sohn des Musikers Ali Rıfat Çağatay. Dieser komponierte die erste Version der Türkische Nationalhymne, die bis 1930 verwendet wurde und dann durch die heutige musikalische Untermalung abgelöst wurde. Çağatay entstammt einer Künstlerfamilie, neben seinem Vater gehören Koryphäen wie Nâzım Hikmet, Oktay Rifat und Samih Rifat zu seinen Verwandten.

## Kindheit und Akademische Karriere
Çağatay kam 1899 in der osmanischen Hauptstadt Istanbul als Sohn des Musikers Ali Rıfat Çağatay und dessen Sare Çağatay auf die Welt. Hier besuchte er das renommierte Saint-Joseph-Gymnasium und schloss diese erfolgreich als Absolvent ab. Anschließend begann er an der Universität Istanbul ein Studium der Pharmazie, das er parallel zu seiner Fußballkarriere fortsetzte und auch erfolgreich abschloss.

## Spielerkarriere

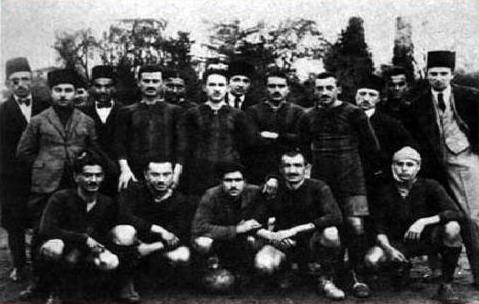
Mit Altınordu İdman Yurdu wurde Çağatay 1917 und 1918 Meister der Freitagsliga

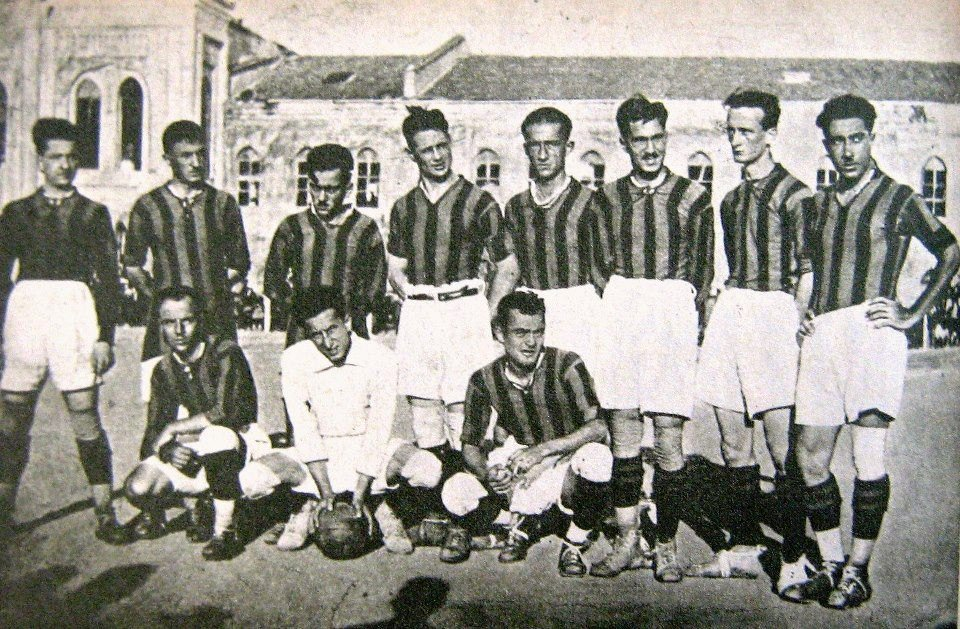
Fenerbahçe (1922/23), von links nach rechts: Hintere Reihe – Bedri Gürsoy, Zeki Rıza Sporel, Ömer Tanyeri, İsmet Uluğ, Sabih Arca, Cafer Çağatay, Fâhir Yeniçay, Kadri Göktulga, Fâhir Yeniçay
Vordere Reihe – Ragıp Mağden, Şekip Kulaksızoğlu, Alaattin Baydar.

### Vereine
Während seiner Schulzeit beim Saint-Joseph-Gymnasium begann Çağatay mit dem Vereinsfußball in der Jugendmannschaft von Fenerbahçe Istanbul. Nach dem Eintritt des Osmanischen Reiches in den Ersten Weltkrieg am 2. August 1914 wurden nach und nach alle Fußballspieler der ersten Mannschaft Fenerbahçes und auch der anderen Teams aus Istanbul in den Kriegsdienst eingezogen. So rückten nach und nach immer jüngere Spieler in die erste Männermannschaft auf. Unter diesen Spielern befand sich auch der junge Çağatay. Mit Fenerbahçe spielte Çağatay in der İstanbul Cuma Ligi (dt. Istanbuler Freitagsliga), der damals renommiertesten Liga des Landes. Diese Liga war die einzige die zwischen den Jahren 1915 und 1918 ihren Spielbetrieb fortsetzte. Mit seiner Mannschaft wurde Çağatay in der Cuma-Liga-Spielzeit 1915/16 hinter dem Erzrivalen Galatasaray Istanbul zweiter der Liga.
Nachdem er für Fenerbahçe zum Sommer 1916 aktiv gewesen war, verließ er diesen Verein. Stattdessen heuerte er beim damals sehr populären Verein Altınordu İdman Yurdu an. Dieser Verein wurde 1909 im Istanbuler Stadtteil Kadıköy, dem Heimatbezirk Fenerbahçes und Çağatays, seitens früherer Mitglieder von Galatasaray Istanbul, gegründet. Dieser Verein etablierte sich in kürzester Zeit als ein großer Rivale Fenerbahçes. Mit dieser Mannschaft nahm Çağatay an der Cuma Ligi teil und erreichte mit ihr in den Spielzeiten 1916/17 und 1917/18 die Meisterschaft.
Da das Osmanische Reich zu den Verlierermächten gehörte, wurde mit dem Ende des Ersten Weltkrieges dessen Hauptstadt Istanbul von militärischen Truppen der Briten, Franzosen und Italiener besetzt. Infolge der Kriegssituation und der anschließenden Besetzung Istanbuls wurde die Cuma Ligi nach dem Sommer 1918 nicht mehr fortgeführt. Die englischen Gruppen organisierten eigene Vereine und auch eine Liga. Durch diese Besatzung schreckten nahezu alle einheimischen Vereine, darunter auch Altınordu İY, für etwa zwei Jahre ihre Tätigkeiten ein. 1920 nahm Çağatay mit Altınordu am Makriköy-Gençlerbirliğ-Turnier teil. Die nachfolgenden zwei Jahre der Karriere von Çağatay sind nicht verzeichnet.
Während der Besatzungszeit gründeten die englischen und französischen Besatzungstruppen ihre eigenen Vereine und organisierten auch mehrere Ligasysteme. Bis auf Fenerbahçe lehnten es alle anderen türkischen Vereine ab, mit den Besatzermannschaften in einer Liga zu spielen. Fenerbahçe nahm sehr erfolgreich an diesen Ligen und Turnieren teil und gewann 60 der 68 Spiele gegen die Besatzerteams, spielte vier Mal unentschieden und verlor lediglich vier Partien. Dieser Umstand hatte zur Folge, dass die Popularität von Fenerbahçe unter der einheimischen Bevölkerung erheblich stieg und die Spiele als Spiegelbild der angespannten Situation innerhalb der Stadt wurde. In diesem Umfeld kehrte Çağatay im Sommer 1922 zu seinem alten Verein Fenerbahçe zurück und nahm mit ihr an der wieder eingeführten Freitagsliga teil. Bereits in seiner ersten Saison nach seiner Rückkehr, der Spielzeit 1922/23 gewann er mit Fenerbahçe die Meisterschaft der Freitagsliga. Diese errungene Meisterschaft, in der Fenerbahçe 12 Spielen bestritt, erreichte die Mannschaft ungeschlagen und ohne ein einziges Gegentor.
Vor dem Ende der Besatzung Istanbuls organisierte der Befehlshaber aller Besatzungstruppen Istanbuls, General Charles Harington Harington, ein Pokalspiel, dessen Sieger den nach ihm benannten General Harington Kupası bekommen sollte. Für dieses Spiel, auf dessen Sieg Harington sehr großen Wert legte, organisierte er höchstpersönlich ein Auswahlturnier innerhalb der Besatzermannschaften, an denen die Mannschaften Irish Guards, Grenadiers Guards und Coldstream Guards teilnahmen. Nach den Turnierspielen wählte er aus diesen drei Mannschaften die aus seiner Sicht geeigneten Spieler aus. Zusätzlich ließ er extra für dieses Spiel aus den in Ägypten und Gibraltar stationierten britischen Truppen vier Profifußballspieler nach Istanbul holen. Aus all diesen Fußballspielern ließ er eine Mannschaft aufstellen, die er Coldstream Guards taufte. Anschließend ließ er in einer Tageszeitung die Annonce drucken, dass die Coldstream Guards die türkischen Mannschaft herausfordere und diese mit beliebiger Zusammenstellung im General Harington Kupası gegen sie antreten könne. Auf diese Zeitungsannonce antwortete Fenerbahçe damit, dass sie lediglich mit ihrem eigenen Kader die Herausforderung annehmen werden. So traten beide Teams am 29. Juni 1923 im Taksim-Stadion gegeneinander an. Çağatay zählte bei diesem historischen Spiel zur Startelf seiner Mannschaft. Das prestigeträchtige Spiel entschied Fenerbahçe mit 2:1 für sich und sorgte bei der einheimischen Bevölkerung für große Freude.
Mit dem Ende der Besatzung Istanbuls und der Staatsgründung der modernen Türkei, wurde auch der Fußball in Istanbul reformiert. Nachdem zuvor in einigen Spielzeiten mehrere Istanbuler Ligen wie Freitagsliga und Sonntagsliga parallel existierten und miteinander konkurrierten, wurde im Sommer die İstanbul Futbol Ligi (dt. Istanbuler Fußballliga) eingeführt. Diese Liga ersetzte bzw. vereinigte alle vorherigen Ligen und sorgte dafür, dass alle bekannten Istanbuler Vereine in der gleichen Liga spielten. Çağatay nahm mit seiner Mannschaft fortan an dieser Liga teil und spielte bis zum Sommer 1927 für Fenerbahçe in dieser Liga, ohne einmal die Meisterschaft dieser Liga gewinnen zu können. Lediglich in der Spielzeit 1924/15 nahm er mit seinem Verein nicht am Wettbewerb dieser Liga teil. In der Spielzeit 1926/27 befand er sich im Kader, blieb aber ohne Spieleinsatz für Fenerbahçe. Im Sommer nahm Çağatay mit der Nationalmannschaft an den Olympischen Sommerspielen 1924 teil und beendete im Anschluss daran seine aktive Fußballspielerlaufbahn.

### Nationalmannschaft
Çağatay kam im ersten Spiel der Türkischen Nationalmannschaft zu seinem ersten Länderspieleinsatz. In der Partie gegen die Rumänische Nationalmannschaft befand er sich in der Startelf und spielte über die volle Spielzeit.
Mit der Türkischen Nationalmannschaft nahm Çağatay an den Olympischen Sommerspielen 1924 teil. Insgesamt absolvierte Çağatay sieben Länderspiele.

## Karriere nach seiner Fußballspielerlaufbahn
Da zu Çağatays Zeiten Fußball als Hobby angesehen wurde und die Fußballspieler ihren Lebensunterhalt anderweitig verdienen mussten, beendete er noch während seiner Fußballspielerkarriere ein Studium der Pharmazie an der Universität Istanbul. Anschließend eröffnete er in Istanbul eine Apotheke und verdiente als Apotheker seinen Lebensunterhalt. 1928 überführte er seine Apotheke mit dem Passagierschiff Gülcemal an die nordtürkische Hafenstadt Trabzon und arbeitete hier bis ins Jahr 1931 als Apotheker. In dieser Zeit freundete er sich mit den Notabeln Trabzons an und half an der soziokulturellen Entwicklung der Region mit. Zusammen mit Avni Aker bemühte er sich beispielsweise für die Entwicklung und Ausbreitung des Sport und insbesondere des Fußballs. Ferner organisierte er ein Radrennen zwischen Trabzon und Rize und nahm selbst an diesem Rennen teil. Zudem musizierte er in Trabzon und gab mehrere Konzerte.
Nach dem Ende seiner Fußballerkarriere arbeitete nach seiner Rückkehr nach Istanbul mehrere Male als Funktionär für Fenerbahçe und für den türkischen Fußballverband.

## Tod
Er verstarb am 24. April 1991. Am 27. April wurde er nach dem Mittagsgebet in der Istanbuler Bali Paşa Moschee im berühmten Karacaahmet Friedhof beigesetzt.

## Erfolge
Mit Altınordu İdman Yurdu
- İstanbul Cuma Ligi: 1916/17, 1917/18

Mit Fenerbahçe Istanbul
- İstanbul Cuma Ligi: 1922/23
- General Harington Kupası: 1923

Mit der türkischen Nationalmannschaft
- Teilnahme an den Olympischen Sommerspielen: 1924

## Trivia
- Er erzielte im ersten Spiel der Erzrivalen Fenerbahçe gegen Besiktas für Fenerbahçe das erste Tor seiner Mannschaft.[23]

- Er war bis zu seinem Tod das älteste Vereinsmitglied Fenerbahçes.[24][25] So erhielt er von Fenerbahçe eine Plakette für seine 75-jährige Vereinsmitgliedschaft ausgehändigt.[5]

- Als Pharmazeut stellte er gemeinsam mit Münir Şahin, welcher eines der ersten Pharmazieunternehmen der Türkei gründen sollte, zum ersten Mal in der Türkei Saccharin her und vermarktete es.[5]

- Çağatay interessierte sich für viele Kunstrichtungen. Beispielsweise versuchte er sich im Yıldız-Palast in der Kaiserlichen Porzellanmanufaktur an Keramikarbeiten.[5]

- Als Sohn des Musikers Ali Rıfat Çağatay beschäftigte sich Çağatay ebenfalls früh mit Musik und erlernte das Spielen mehrerer Musikinstrumente. So spielte er unter anderem Violoncello, Klavier und Kemençe. Während seiner Zeit in Trabzon gab er im Türk Ocağı regelmäßig Konzerte. So spielte er auch vor Reza Schah Pahlavi und Mustafa Kemal Atatürk als diese gemeinsam in Trabzon verweilten. Nach seiner Rückkehr nach Istanbul 1931 spielte er regelmäßig im Kadıköy-Halkevi-Orchester Violoncello und gab mit diesem Orchester Konzerte in diversen Halkevleri.[5]

- Im Vorfeld des Testspiels zwischen der Polnischen Nationalmannschaft und Türkischen Nationalmannschaft stellte der polnische Musikkapellendirigent fest, dass die Noten der Türkische Nationalhymne nicht vorhanden waren. Anschließend erkundigte er sich bei der türkischen Delegation, ob man ihm da weiterhelfen konnte. Nachdem dem Dirigenten mitgeteilt wurde, das Çağatay der Sohn von Ali Rıfat Çağatay, dem Komponisten der damaligen Version der Nationalhymne sei, bat der Dirigent Çağatay um Hilfe. Dieser spielte daraufhin die Nationalhymne auf einem Klavier vor, sodass der Dirigent sich die Noten notieren und sie schließlich seine Kapelle dirigieren konnte.[5]

- Nach eigenen Angaben war Çağatay mit dem türkischen Dichter und Dramatike Nâzım Hikmet verwandt. Zudem war er der Cousin des türkischen Schriftsteller Oktay Rifat. Durch diese Verwandtschaften hatte er auch Kontakt zu Koryphäen der neuzeitlichen türkischen Literatur wie Orhan Veli Kanık und Melih Cevdet.[5]

- Während seiner Zeit in Trabzon freundete er sich mit dem türkischen Maler und Dichter Bedri Rahmi Eyüboğlu. Dieser malte von Çağatay ein Porträt, welches sich im Familienbesitz befindet.[5]